# Lac Vermont
Pour les articles homonymes, voir Vermont (homonymie).
Le lac Vermont est un plan d'eau douce du bassin versant de la rivière Shipshaw, coulant dans le territoire non organisé de Mont-Valin, dans la municipalité régionale de comté (MRC) Le Fjord-du-Saguenay, dans la région administrative de la Saguenay-Lac-Saint-Jean, dans la province de Québec, au Canada.
Le lac Vermont est situé dans le territoire de la zec du Lac-de-la-Boiteuse.
La foresterie constitue la principale activité économique du secteur. Les activités récréotouristiques arrivent en second.
Une route forestière secondaire fait le tour du lac. Plusieurs autres routes forestières desservent le secteur. Ces routes sont particulièrement utiles pour les besoins de la foresterie et des activités récréotouristiques,,.
La surface du lac Vermont est habituellement gelée de la fin novembre au début avril, toutefois la circulation sécuritaire sur la glace se fait généralement de la mi-décembre à la fin mars.

## Géographie
Les principaux bassins versants voisins du lac Vermont sont :
- Côté Nord : Lac Onatchiway, Petit lac Onatchiway, rivière Shipshaw ;
- Côté Est : Rivière Shipshaw, rivière de la Tête Blanche, rivière des Huit Chutes, ruisseau du Dos de Cheval ;
- Côté Sud : Rivière Shipshaw, lac La Mothe, rivière Saguenay, rivière à l'Ours, rivière Blanche, Le Petit Bras, rivière des Aulnaies ;
- Côté Ouest : ruisseau Langelier, rivière Péribonka, lac de la Boiteuse[1].

Le lac Vermont est situé entièrement en milieu forestier dans le territoire non organisé de Mont-Valin. Il a une longueur de 10,0 km, une largeur maximale de 1,6 km et est situé à une altitude de 306 m. Sa superficie est de 9 km2.
Ce plan d’eau comporte une baie s’étirant sur 2,4 km vers le Nord-Est ; la décharge (venant du Nord-Est) d’un ensemble de lacs notamment de la Rame, Jacques, Édith et Antoine, est située au fond de cette baie. Ce lac comporte de hautes falaises du côté Nord-Est dont un sommet de cette montagne qui atteint 617 m à 3,1 km au Nord-Est du lac.
Une presqu’île comportant un sommet de montagne de 376 m est rattachée à la rive Ouest et s’étire vers le Nord sur 1,0 km formant une baie de la rive Ouest. Ce lac fait en longueur comporte trois îles. Du côté Sud, une baie étroite s’étire sur 0,8 km et reçoit la décharge des lacs Jumeaux.
L’embouchure du lac Vermont est localisée au fond d’une baie de la partie Nord du lac, soit à :
- 2,8 km au Sud de l’embouchure de la rivière de la Boiteuse (confluence avec le lac Onatchiway) ;
- 14,5 km à l’Est de la rivière Péribonka ;
- 7,8 km à l’Ouest du cours de la rivière Shipshaw ;
- 12,0 km au Nord d’une baie du lac La Mothe (lequel est traversé par la rivière Shipsha) ;
- 60,0 km au Nord du centre-ville d'Alma ;
- 57,7 km au Nord-Ouest de l’embouchure de la rivière Shipshaw ;
- 139,1 km au Nord-Ouest de l’embouchure de la rivière Saguenay[4],[1].

À partir de l’embouchure du lac Vermont, le courant descend vers le Nord sur 3,2 km en traversant une baie étroite et en suivant le cours de la rivière de la Boiteuse, traverse le lac Onatchiway sur 11,3 km vers le Nord-Est et vers le Sud-Est, puis emprunte la rivière Shipshaw sur 73,9 km vers le Sud, puis le Sud-Est, pour aller de se déverser sur la rive Nord de la rivière Saguenay.

## Toponymie
Le nom du lac Vermont évoque le mérite de sieur Rousseau de Vermont, nommé lieutenant au régiment de la Sarre le 1er novembre 1755. Cette dénomination a été adoptée en 1948 par la Commission de géographie dans le but d'éliminer l'un des nombreux lac Vert de la toponymie officielle du Québec. Il a été officialisé le 5 décembre 1968 par la Commission de toponymie du Québec.